# Booyah (Here We Go)
A Booyah (Here We Go) a Sweetbox első kislemeze; egyike annak a kettőnek, amit első énekesnőjükkel, Kimberly Kearneyvel (más néven Tempesttel) vettek fel. 1995-ben jelent meg, az együttes korai dalaihoz hasonlóan euro house stílusú. Németországban a 8., Franciaországban a 15. helyet érte el a slágerlistán. Két remixe felkerült a 2006-ban megjelent Best of 12" Collection című albumra.

## Számlista
| 1. | Booyah, Here We Go (featuring Tempest) (Geo’s Club Version)    | 6:58 |
| 2. | Booyah, Here We Go (featuring Tempest) (Nique’s Chain Saw Mix) | 5:19 |
| 3. | Booyah, Here We Go (featuring Tempest) (Long Mix)              | 5:30 |
| 4. | Booyah, Here We Go (featuring Tempest) (Merlyn’s Latino Mix)   | 5:01 |

| 1. | Booyah, Here We Go (featuring Tempest) (Radio Edit)            | 3:27 |
| 2. | Booyah, Here We Go (featuring Tempest) (Long Mix)              | 5:30 |
| 3. | Booyah, Here We Go (featuring Tempest) (Geo’s Club Version)    | 6:58 |
| 4. | Booyah, Here We Go (featuring Tempest) (Nique’s Chain Saw Mix) | 5:19 |

| 1. | Booyah, Here We Go (featuring Tempest) (Radio Edit)            | 3:27 |
| 2. | Booyah, Here We Go (featuring Tempest) (Merlyn’s Latino Mix)   | 5:01 |
| 3. | Booyah, Here We Go (featuring Tempest) (Geo’s Club Version)    | 6:58 |
| 4. | Booyah, Here We Go (featuring Tempest) (Nique’s Chain Saw Mix) | 5:19 |
| 5. | Booyah, Here We Go (featuring Tempest) (Long Mix)              | 5:30 |

| 1. | Booyah, Here We Go (featuring Tempest) (Radio Edit)            | 3:27 |
| 2. | Booyah, Here We Go (featuring Tempest) (Merlyn’s Latino Mix)   | 5:01 |
| 3. | Booyah, Here We Go (featuring Tempest) (Geo’s Club Version)    | 6:58 |
| 4. | Booyah, Here We Go (featuring Tempest) (Nique’s Chain Saw Mix) | 5:19 |
| 5. | Booyah, Here We Go (featuring Tempest) (Long Mix)              | 5:30 |

| 1. | Booyah, Here We Go (featuring Tempest) (Hot Pants Club Mix) | 6:25 |
| 2. | Booyah, Here We Go (featuring Tempest) (Deep Cut Mix)       | 5:59 |
| 3. | Booyah, Here We Go (featuring Tempest) (Deep Club Edit)     | 5:28 |
| 4. | Booyah, Here We Go (featuring Tempest) (Original Version)   | 5:30 |

| 1. | Booyah, Here We Go (featuring Tempest) (Hot Pants Club Mix) | 6:25 |
| 2. | Booyah, Here We Go (featuring Tempest) (Deep Cut Mix)       | 5:59 |
| 3. | Booyah, Here We Go (featuring Tempest) (Deep Club Edit)     | 5:28 |